# Juan Cañete
Juan León Cañete (1929. július 27. –) paraguayi labdarúgócsatár.